# عشقت را می‌خواهم
عشقت را می‌خواهم (انگلیسی: I Want Your Love) نام یک فیلم آمریکایی است که نسخهٔ کوتاه آن در سال ۲۰۱۰ میلادی، و نسخهٔ بلند آن در سال ۲۰۱۲ منتشر شد.